# Edmond de la Fontaine

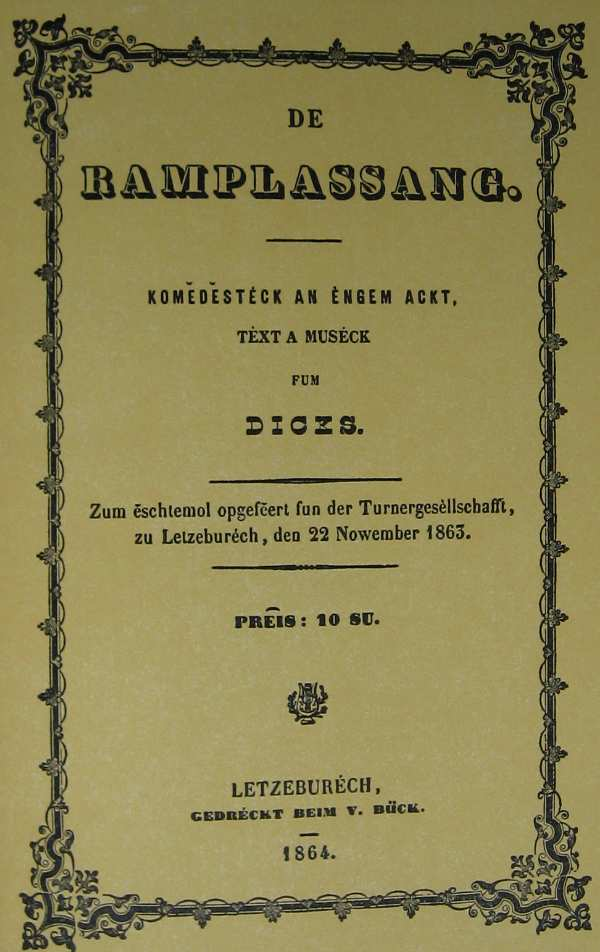
Kaft De Ramplassang van Dicks (1864)

Lucien Irwin Edmond de la Fontaine, pseudoniem Dicks, (Luxemburg-Stad, 24 juli 1823 – Vianden, 24 juni 1891) was een Luxemburgs jurist, auteur, dichter en toneelschrijver. Hij wordt beschouwd als een van de nationale dichters van Luxemburg.

## Leven en werk
Edmond de la Fontaine was de derde zoon van Théodore de la Fontaine en Joséphine Francq. Zijn vader was advocaat en werd in 1842 door koning Willem II benoemd tot gouverneur van Luxemburg. De la Fontaine werd opgeleid aan het Athénée royal grand-ducal en studeerde rechtsgeleerdheid aan de universiteit van Luik (1844-1846) en de universiteit van Heidelberg (1846-1847). In 1850 ging hij als advocaat aan de slag op het advocatenkantoor van zijn broer Léon. Hij werd bij het Hof van Vrede in Luxemburg tot tweede aanvullende rechter (1852) en eerste aanvullende rechter (1854). Hij werd afgewezen voor het kantongerecht en trad daarop in 1857 in dienst als secretaris en bureauchef bij de spoorwegmaatschappij Société Nationale des Chemins de Fer Luxembourgeois. Hij werd datzelfde jaar corresponderend lid van het Institut grand-ducal. In 1858 verhuisde hij naar Remich, een stad aan de Moezel, waar hij een weverij opzette. Als gevolg van een economische crisis moest het bedrijf in 1873 worden geveild.
De la Fontaine trouwde in 1858 met zijn nicht Eline Dutreux (1828-1907), dochter van een zus van zijn vader. Zij kregen drie kinderen. In 1863 erfde het echtpaar het kasteel in Stadtbredimus, dat sinds 1802 in het bezit van de familie De la Fontaine was. Hij was van 1866 tot 1870 burgemeester van Stadtbredimus, maar trad af vanwege geschillen in de gemeenteraad. In 1878 werd hij benoemd tot ridder in de Orde van de Eikenkroon. Eind 1880 werd hij aangesteld als vrederechter van het kanton Vianden. Hij woonde tot zijn overlijden met zijn vrouw in de stad Vianden.
De la Fontaine overleed op 67-jarige leeftijd. Twee jaar na zijn overlijden werd zijn stoffelijk overschot overgebracht naar het familiegraf in Stadtbredimus. Ter herinnering aan de schrijver bestaat in Bereldange, Bertrange, Dudelange, Esch-sur-Alzette, Ettelbruck, Ingeldorf, Luxemburg-Stad Sandweiler, Stadbriedemes en een aantal andere plaatsen een Dicksstrooss , Rue Dicks of Rue Dicks-Lentz. In Luxemburg-Stad werd in 1903 het Dicks-Lentz-monument van beeldhouwer Pierre Federspiel onthuld. In Vianden werd een park naar hem vernoemd en in 1966 een monument onthuld (van Gab Weis, met portretreliëf van Nina Grach-Jascinsky). Ook in Remich werd een monument opgericht.

## Dicks
Dicks, zoals De la Fontaine zichzelf als kunstenaar noemde, schreef onder meer zo'n 60 gedichten, 50 muziekcomposities en een klein dozijn komedies. Hij maakte in 1848 zijn literaire debuut, als schrijver van een reeks anonieme bijdragen in de krant Der Volksfreund. Hij dreef daarin de spot met de politieke tegenstanders van zijn vader in het Luxemburgs parlement. Hij kan als toneelschrijver worden beschouwd als grondlegger van het Luxemburgs theater. In 1855 werd zijn eerste stuk opgevoerd Scholtschéin in de Cercle municipale in Luxemburg door de Société de gymnastique, onder leiding van Nicolas Martha en Michel Lentz. Hij schreef zowel de Luxemburgstalige teksten als de muziek voor zijn toneelstukken, vaak eenakters over jonge geliefden die elkaar ondanks tegenslag door intriges weten te vinden. De la Fontaine schreef zijn gedichten in het Luxemburgs, Duits en Frans, waaronder ook een aantal antiklerikale en maatschappijkritische gedichten. Hij schreef daarnaast over lokale geschiedenis en publiceerde brochures over onder andere weven, wijngaarden, de riviervaart en de steden Stadtbredimus en Vianden.
De la Fontaine was een van de pioniers die het Luxemburgs gebruikte in zijn geschriften. Hij verzamelde en publiceerde Luxemburgse spreekwoorden, kinderrijmpjes, sagen en legenden. In 1855 publiceerde hij zijn werk Versuch über die Orthographie der luxemburger deutschen Mundart (Poging tot de spelling van het Luxemburgs-Duitse dialect), waarin hij nieuwe spellingregels voorstelde en daarmee het debat over de Luxemburgse taal op gang bracht.

## Enkele werken
Gedichten
- Rororo
- Der Deiwel an der Zutan
- Les nonnes
- De Pâfesâck

Komedies
- 1856 De Scholtscheîn
- 1856 De Koséng
- 1856 D'Mumm Sěs
- 1856 D'Kirmesgèscht
- 1864 De Ramplassang
- 1870 Op der Juôcht
- 1879 De Gréngor
- 1879 Den Hèr an d'Madamm Tullepant
- 1885 En As Rosen
- 1890 De Weîszert

Overig werk
- 1855 Versuch über die Orthographie der luxemburger-deutschen Mundart. Luxemburg: V. Bück.
- 1857-1858 Die Luxemburger Sprichwörter und sprichwörtlichen Redensarten. Luxemburg: V. Bück.
- 1860 Weberei in Remich, Luxemburg: V. Bück.
- 1867 Die Weinberge und die Catasterrevision. Luxemburg: V. Bück.
- 1876 Quelques observations sur le régime de nos rivières navigables. Luxembourg: J. Joris.
- 1868 Stadtbredimus. Historische Notizen. Publications de la Section historique.
- 1877 Die luxemburger Kinderreime, Luxemburg: V. Bück.
- 1882 Luxemburger Sagen und Legenden. Luxemburg: Jos. Beffort.
- 1883 Luxemburger Sitten und Bräuche. Luxemburg: Bück.
- 1885 Vianden et ses environs. Luxembourg: L. Schamburger.

## Galerij

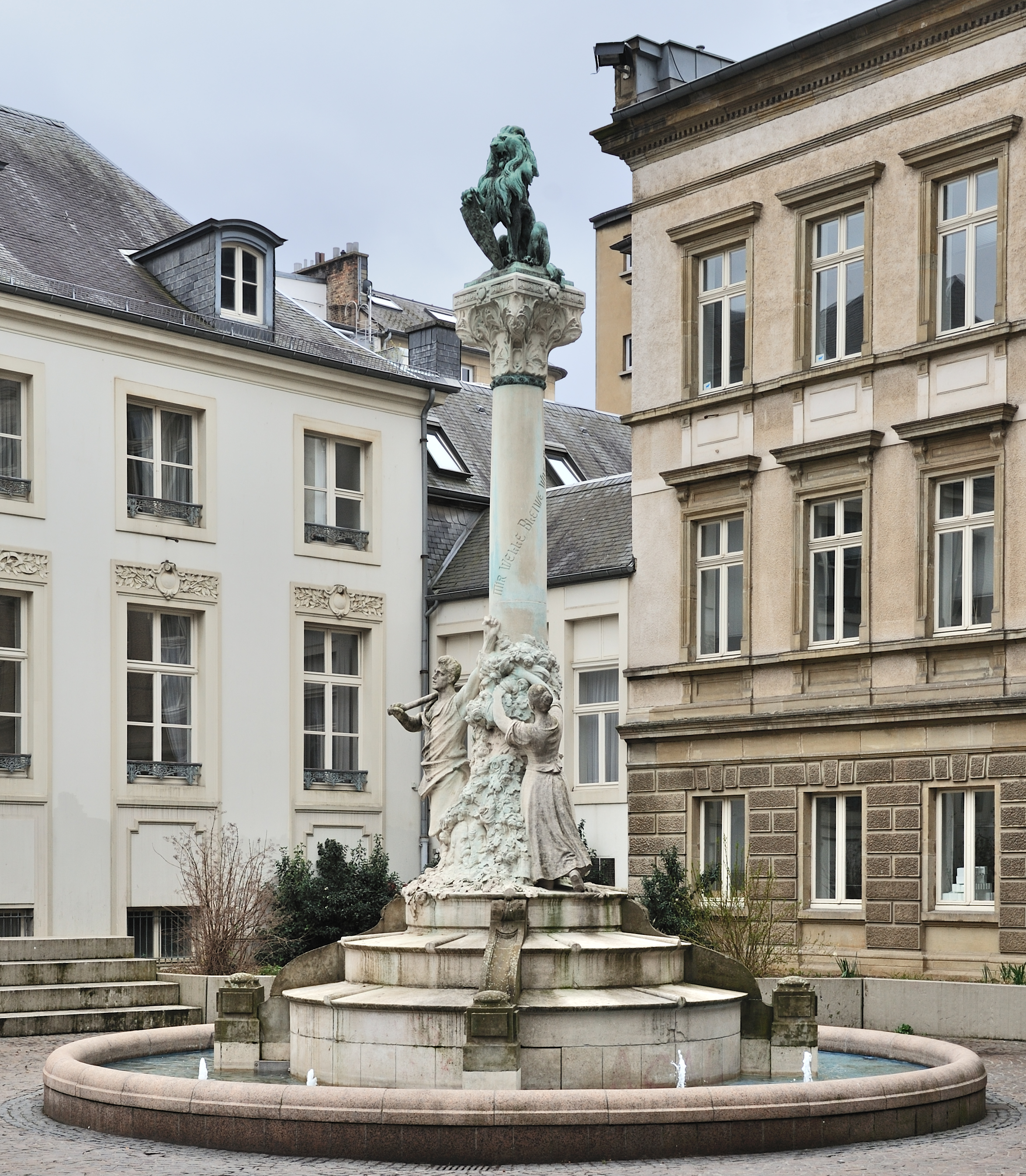
Dicks-Lentz-monument in Luxemburg-Stad
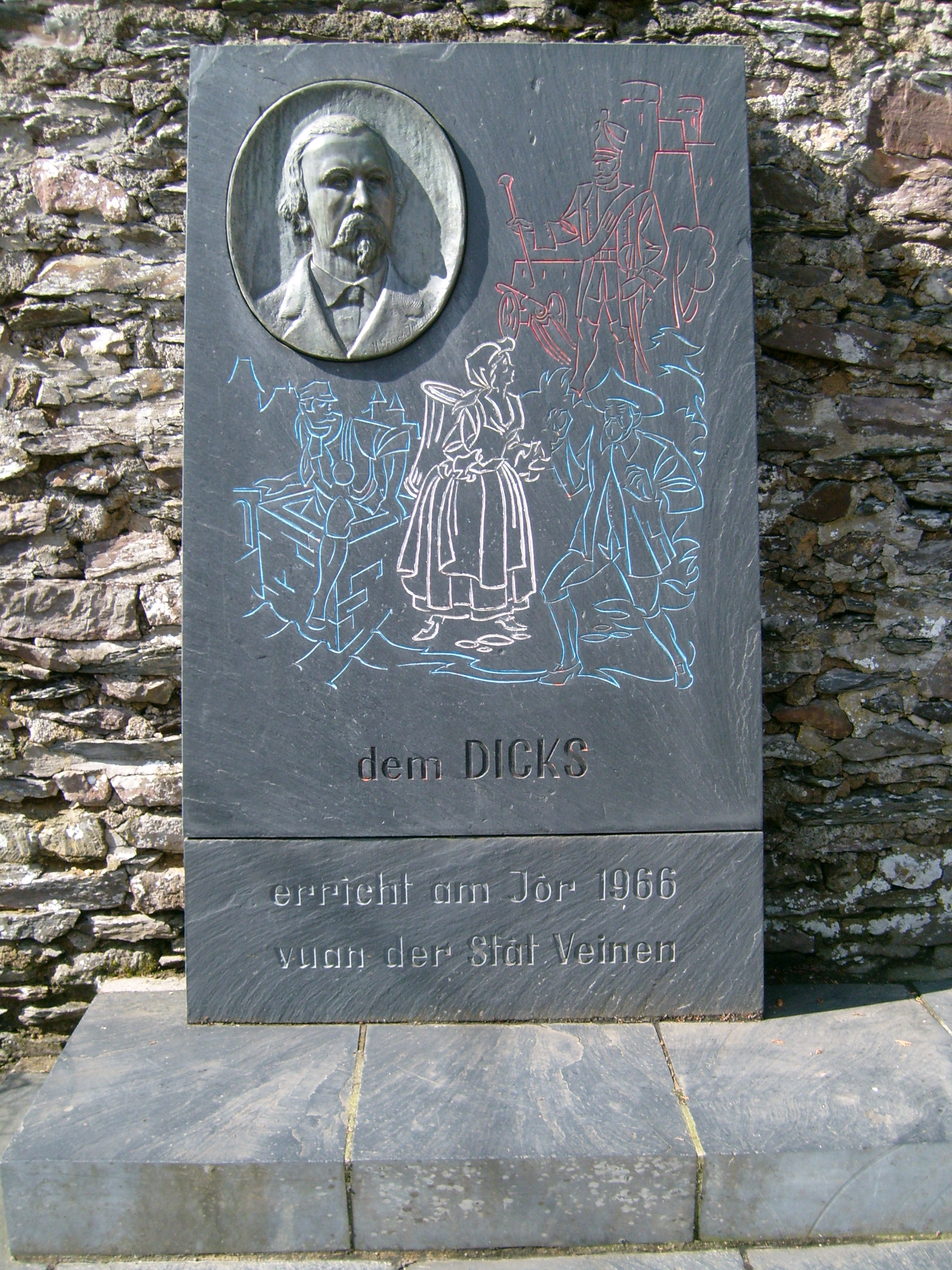
Dicks-monument in de Dicksgarten in Vianden
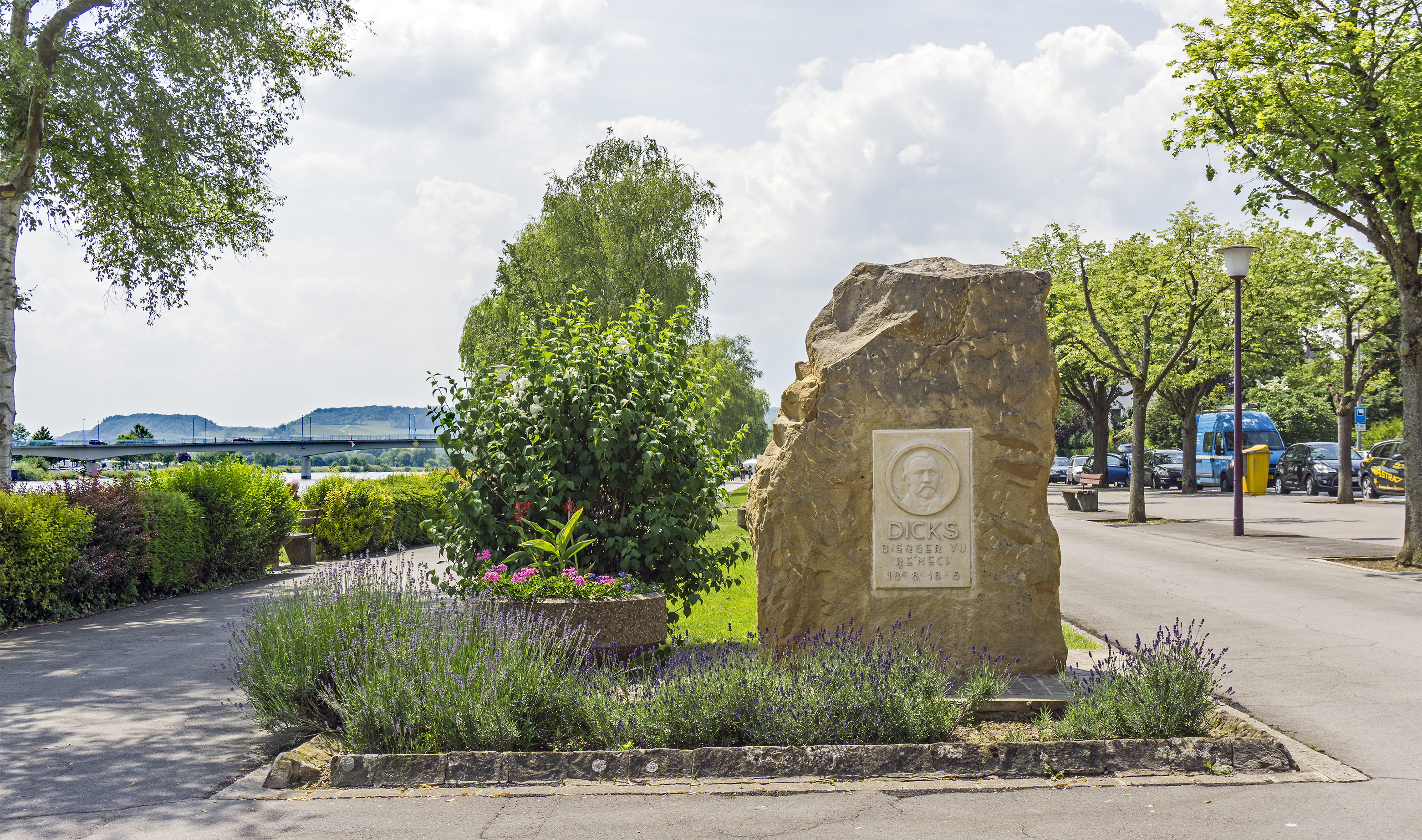
Dicks-monument in Remich
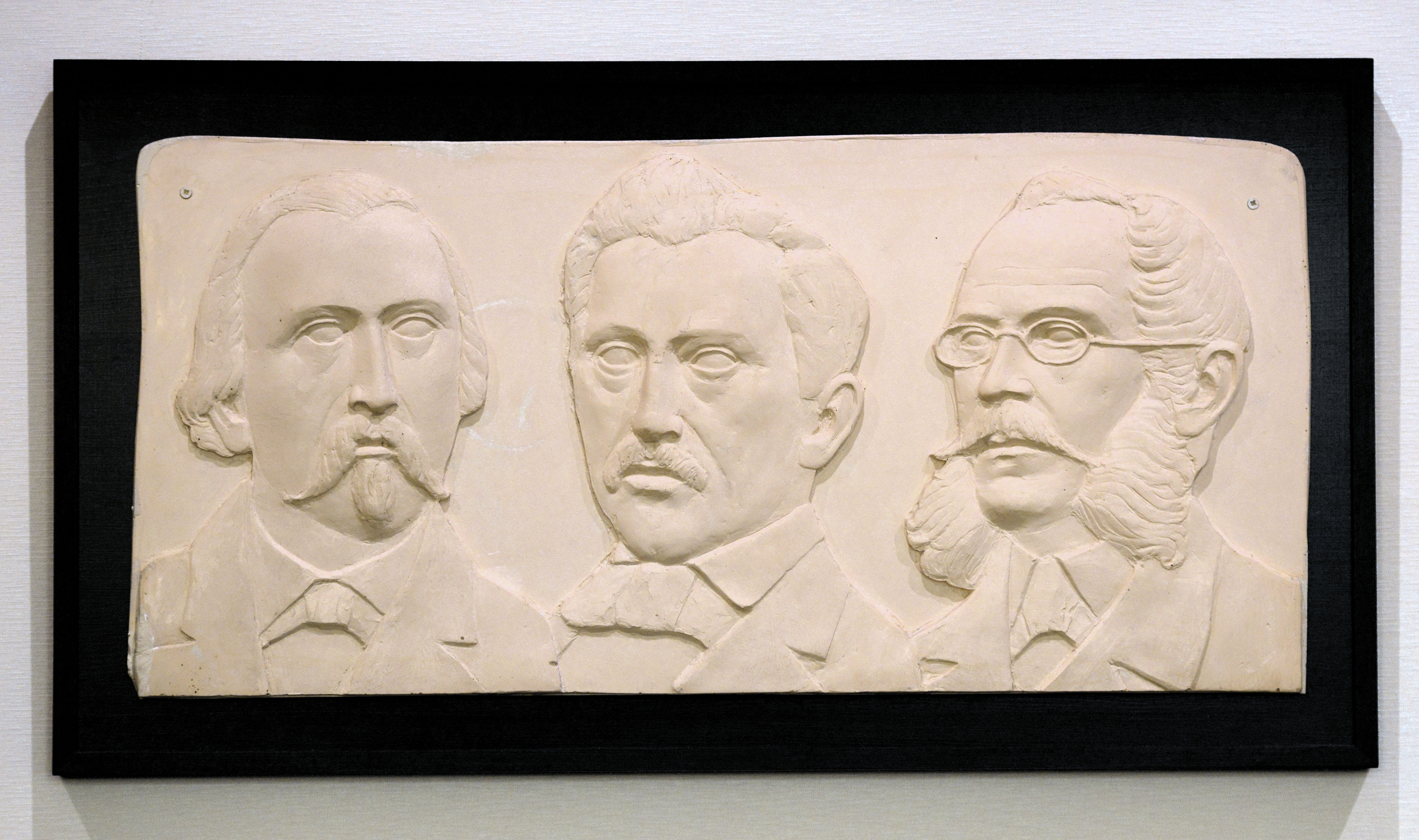
reliëf met de portretten van Dicks, Michel Rodange en Michel Lentz, Maison Servais, Mersch
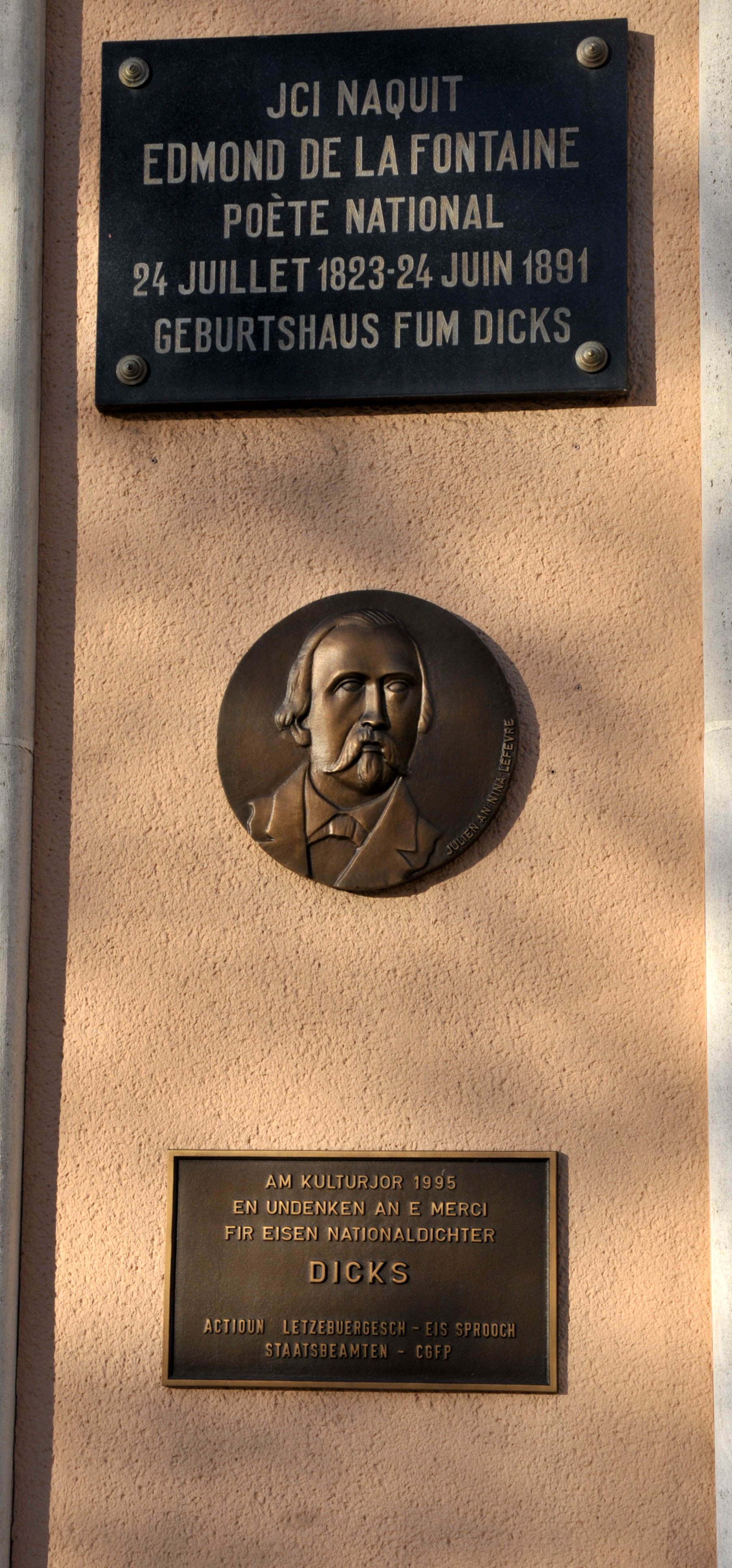
plaquette aan het geboortehuis in Luxemburg-Stad
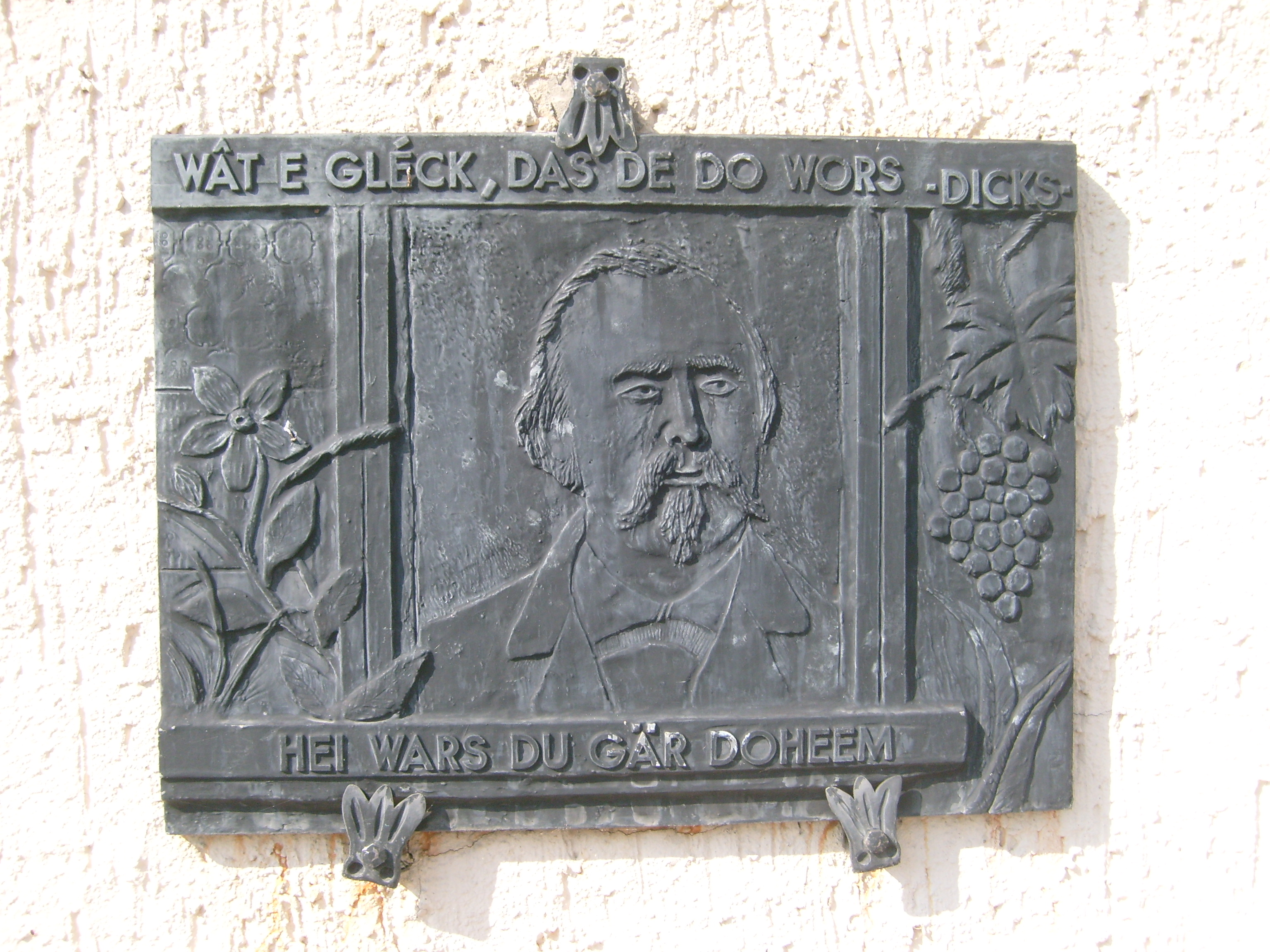
plaquette op kasteel Stadtbredimus
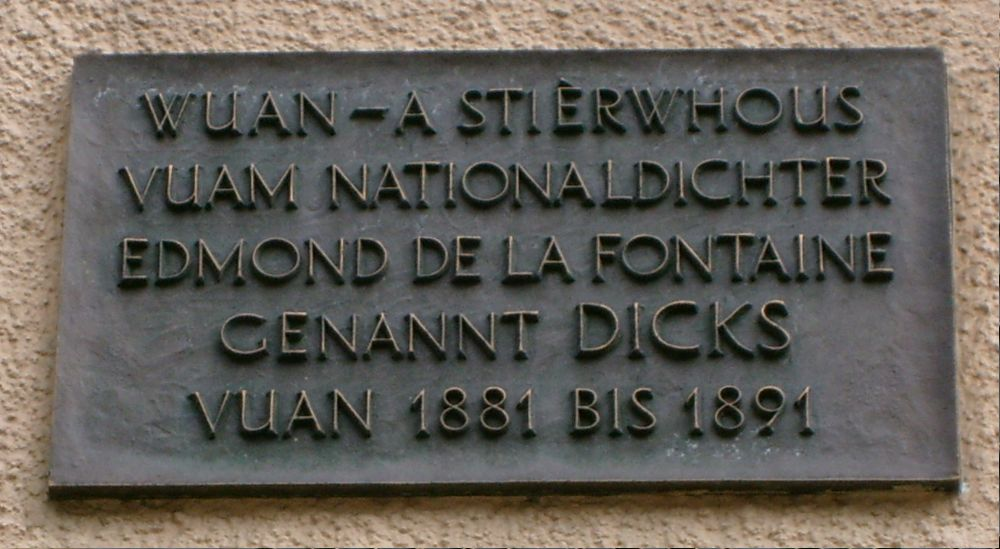
plaquette op het sterfhuis in Vianden